# Ken Karlsson
Ken Karlsson, född 3 april 1970, är en ledande tjänsteman inom svensk travsport.
Ken Karlsson är utbildad civilekonom vid Karlstads universitet. Han arbetade under åren 2002–2009 som marknadschef och sportchef på Färjestadstravet. Under perioden 2009–2012 var han sportchef på Åbytravet. 2012–2023 var han VD och travbanechef på Färjestadstravet. Sedan 2025 är han ordförande för Åbytravet.